# Macaranga longipetiolata
Macaranga longipetiolata är en törelväxtart som beskrevs av De Wild.. Macaranga longipetiolata ingår i släktet Macaranga och familjen törelväxter.
Artens utbredningsområde är Kongo-Kinshasa. Inga underarter finns listade i Catalogue of Life.